# Alan Kendall
Alan Kendall (Darwen, Regne Unit, 9 de setembre de 1944) és un guitarrista britànic. Va formar part de The Bee Gees Band durant els anys 70, grup del qual va ser el guitarrista principal. Tot i que The Bee Gees Band, com a sextet, es va dissoldre a principis dels anys 80, Alan Kendall ha seguit tocant amb els Bee Gees, tant en sessions d'estudi com en concerts en directe fins a principis dels anys 2000. Més tard, ha col·laborat a l'àlbum de Cliff Richard, Something Is Going On.
Alan Kendall també ha format part de grups com Kris Ryan & The Strangers, King Ryan & The Questions, Glass Menagerie i Toefat,

## Carrera
El seu primer enregistrament va ser Don't Play That Song (You Lied), un senzill amb una banda de Lancashire anomenada "Kris Ryan and the Questions", Kendall a la guitarra principal. Les seves següents aparicions conegudes van ser amb "Glass Menagerie". El 1970, es va unir a la banda de rock progressiu bluesy "Toe Fat" que havia publicat un àlbum anomenat Toe Fat. La formació original de la banda estava formada per Cliff Bennett a la veu principal i el piano, Ken Hensley a la guitarra, teclats i veus, John Glascock al baix i Lee Kerslake a la bateria; Kendall va substituir Hensley a la guitarra solista. La banda Toe Fat va ser dirigida per "The Robert Stigwood Organisation", que de sobte els va abandonar a mitjans de desembre de 1970, just després d'haver tornat d'una gira pels Estats Units d'obertura de "Derek and the Dominos".
Kendall es va unir als Bee Gees l'any 1971, quan la banda buscava un nou guitarrista per reemplaçar Vince Melouney i Maurice Gibb havia doblat la guitarra solista, així com el baix i els teclats a 2 Years On. Tot i que els "Brothers Gibb" van publicar diversos àlbums després que Kendall s'hi unís, el seu gran èxit va arribar amb el llançament de Saturday Night Fever. El 1979, va tocar la guitarra a l'àlbum Sunrise de Jimmy Ruffin. El 1986, Kendall va co-escriure les cançons Moonlight Madness, Change i System of Love, ambdues cançons es van incloure a l'àlbum inèdit de "Barry Moonlight Madness", i va tocar la guitarra en aquest àlbum.
Amb els Bee Gees, Kendall va aparèixer a The Tonight Show, Late Night with David Letterman, Oprah Winfrey, una actuació de comandament per a la Reina del Regne Unit, així com moltes altres actuacions en directe.

## Equipament
- Kendall utilitza una Fender Stratocaster i es pot veure en diverses actuacions en directe amb aquest tipus de guitarra.